# Cyornis superbus
Cyornis superbus е вид птица от семейство Muscicapidae.

## Разпространение
Видът е разпространен в Бруней, Индонезия и Малайзия.